# Liste der Stolpersteine in Hemsbach
Die Liste der Stolpersteine in Hemsbach enthält die Stolpersteine, die im Rahmen des gleichnamigen Kunst-Projekts von Gunter Demnig in Hemsbach verlegt wurden. Mit ihnen soll an die Opfer des Nationalsozialismus erinnert werden, die in Hemsbach lebten und wirkten.

## Liste der Stolpersteine
| Name               | Adresse           | Bild | Inschrift | Verlegedatum  | Biografie und Anmerkungen |
| ------------------ | ----------------- | --- | --- | ------------- | ------------------------- |
| Rosa Schlösser     | Bachgasse 1 ·     | Bild gesucht Der Benutzer GeorgDerReisende ( Diskussion ) wünscht sich an dieser Stelle ein Bild vom Ort mit diesen Koordinaten 49.590897 8.657707 . Motiv: Bachgasse 1: die Stolpersteine für Rosa und Lotte Schlösser, die Lage und das Haus Falls du dabei helfen möchtest, erklärt die Anleitung , wie das geht. BW                     | Hier wohnte Rosa Schlösser geb. Simon Jg. 1886 deportiert 22.10.1940 Gurs ermordet 10.8.1942 in Auschwitz                         | 11. März 2008 |                           |
| Lotte Schlösser    | Bachgasse 1 ·     | Bild gesucht Die Wikipedia wünscht sich an dieser Stelle ein Bild vom hier behandelten Ort. Falls du dabei helfen möchtest, erklärt die Anleitung , wie das geht. BW | Hier wohnte Lotte Schlösser Jg. 1922 deportiert 22.10.1940 Gurs ermordet 1942 in Auschwitz                                        | 11. März 2008 |                           |
| Jettchen Apfelbaum | Bachgasse 55 ·    | Bild gesucht Der Benutzer GeorgDerReisende ( Diskussion ) wünscht sich an dieser Stelle ein Bild vom Ort mit diesen Koordinaten 49.590319 8.653687 . Motiv: Bachgasse 55: der Stolperstein für Jettchen Apfelbaum, die Lage und das Haus Falls du dabei helfen möchtest, erklärt die Anleitung , wie das geht. BW                           | Hier wohnte Jettchen Apfelbaum geb. Oppenheimer Jg. 1866 deportiert 1940 Gurs Lager Noé tot 23.2.1942                             | 24. März 2009 |                           |
| Louis Oppenheimer  | Bachgasse 61 ·    | Bild gesucht Der Benutzer GeorgDerReisende ( Diskussion ) wünscht sich an dieser Stelle ein Bild vom Ort mit diesen Koordinaten 49.590285 8.653301 . Motiv: Bachgasse 61: der Stolperstein für Louis Oppenheimer, die Lage und das Haus Falls du dabei helfen möchtest, erklärt die Anleitung , wie das geht. BW                            | Hier wohnte Louis Oppenheimer Jg. 1880 deportiert 22.10.1940 Gurs ermordet 1943 in Majdanek                                       | 11. März 2008 |                           |
| Ludwig Mai         | Handgasse 1 ·     | Bild gesucht Der Benutzer GeorgDerReisende ( Diskussion ) wünscht sich an dieser Stelle ein Bild vom Ort mit diesen Koordinaten 49.590232 8.654587 . Motiv: Handgasse 1:die Stolpersteine für die Familien Mai und Oppenheimer, die Lage und das Haus Falls du dabei helfen möchtest, erklärt die Anleitung , wie das geht. BW              | Hier wohnte Ludwig Mai Jg. 1887 deportiert 22.10.1940 Gurs tot 26.5.1941 in Récébédou                                             | 24. März 2009 |                           |
| Pauline Mai        | Handgasse 1 ·     | Bild gesucht Die Wikipedia wünscht sich an dieser Stelle ein Bild vom hier behandelten Ort. Falls du dabei helfen möchtest, erklärt die Anleitung , wie das geht. BW | Hier wohnte Pauline Mai Jg. 1870 deportiert 22.10.1940 Gurs tot 10.1.1942                                                         | 24. März 2009 |                           |
| Sophie Oppenheimer | Handgasse 1 ·     | Bild gesucht Die Wikipedia wünscht sich an dieser Stelle ein Bild vom hier behandelten Ort. Falls du dabei helfen möchtest, erklärt die Anleitung , wie das geht. BW | Hier wohnte Sophie Oppenheimer Jg. 1863 deportiert 22.10.1940 Gurs tot 1.10.1941 in Récébédou                                     | 24. März 2009 |                           |
| Josef Oppenheimer  | Handgasse 1 ·     | Bild gesucht Die Wikipedia wünscht sich an dieser Stelle ein Bild vom hier behandelten Ort. Falls du dabei helfen möchtest, erklärt die Anleitung , wie das geht. BW | Hier wohnte Josef Oppenheimer Jg. 1901 deportiert 22.10.1940 Gurs tot 1.10.1941 in Récébédou                                      | 24. März 2009 |                           |
| Regina Mannheimer  | Landstraße 21 ·   | Bild gesucht Der Benutzer GeorgDerReisende ( Diskussion ) wünscht sich an dieser Stelle ein Bild vom Ort mit diesen Koordinaten 49.591029 8.657963 . Motiv: Landstraße 21: der Stolperstein für Regina Mannheimer, die Lage und das Haus Falls du dabei helfen möchtest, erklärt die Anleitung , wie das geht. BW                           | Hier wohnte Regina Mannheimer geb. Emrich Jg. 1868 deportiert 1940 Gurs 1942 Auschwitz ermordet                                   | 24. März 2009 |                           |
| Rosa Jankau        | Landstraße 38 ·   | Bild gesucht Der Benutzer GeorgDerReisende ( Diskussion ) wünscht sich an dieser Stelle ein Bild vom Ort mit diesen Koordinaten 49.590708 8.658007 . Motiv: Landstraße 38: die Stolpersteine für Rosa und Julie Jankau, die Lage und das Haus Falls du dabei helfen möchtest, erklärt die Anleitung , wie das geht. BW                      | Hier wohnte Rosa Jankau geb. Danneberg Jg. 1864 deportiert 1940 Gurs Lager Noé tot 26.1.1942                                      | 24. März 2009 |                           |
| Julie Jankau       | Landstraße 38 ·   | Bild gesucht Die Wikipedia wünscht sich an dieser Stelle ein Bild vom hier behandelten Ort. Falls du dabei helfen möchtest, erklärt die Anleitung , wie das geht. BW | Hier wohnte Julie Jankau Jg. 1869 deportiert 1940 Gurs Lager Récébédou tot 6.3.1942                                               | 24. März 2009 |                           |
| Friedrich Maas     | Schlossgasse 14 · | Bild gesucht Der Benutzer GeorgDerReisende ( Diskussion ) wünscht sich an dieser Stelle ein Bild vom Ort mit diesen Koordinaten 49.590012 8.655943 . Motiv: Schlossgasse 14: der Stolperstein für Friedrich Maas, die Lage und das Haus Falls du dabei helfen möchtest, erklärt die Anleitung , wie das geht. BW                            | Hier wohnte Friedrich Maas Jg. 1874 deportiert 22.10.1940 tot 16.6.1941                                                           | 11. März 2008 |                           |
| Josef Mayer        | Schlossgasse 18 · | Bild gesucht Der Benutzer GeorgDerReisende ( Diskussion ) wünscht sich an dieser Stelle ein Bild vom Ort mit diesen Koordinaten 49.589859 8.655228 . Motiv: Schlossgasse 18: die Stolpersteine für Klara Maas und Ehepaar Mayer, die Lage und das Haus Falls du dabei helfen möchtest, erklärt die Anleitung , wie das geht. BW             | Hier wohnte Josef Mayer Jg. 1882 deportiert 22.10.1940 Gurs ermordet 13.10.1942 in Auschwitz                                      | 11. März 2008 |                           |
| Selma Mayer        | Schlossgasse 18 · | Bild gesucht Die Wikipedia wünscht sich an dieser Stelle ein Bild vom hier behandelten Ort. Falls du dabei helfen möchtest, erklärt die Anleitung , wie das geht. BW | Hier wohnte Selma Mayer geb. Maas Jg. 1886 deportiert 22.10.1940 Gurs ermordet 20.8.1942 in Auschwitz                             | 11. März 2008 |                           |
| Klara Maas         | Schlossgasse 18 · | Bild gesucht Die Wikipedia wünscht sich an dieser Stelle ein Bild vom hier behandelten Ort. Falls du dabei helfen möchtest, erklärt die Anleitung , wie das geht. BW | Hier wohnte Klara Maas Jg. 1883 deportiert 22.10.1940 Gurs ermordet 1942 in Auschwitz                                             | 11. März 2008 |                           |
| Cäsar Oppenheimer  | Schlossgasse 29 · | Bild gesucht Der Benutzer GeorgDerReisende ( Diskussion ) wünscht sich an dieser Stelle ein Bild vom Ort mit diesen Koordinaten 49.589947 8.656033 . Motiv: Schlossgasse 29: die Stolpersteine für Cäsar Oppenheimer und Laura Eschelbacher, die Lage und das Haus Falls du dabei helfen möchtest, erklärt die Anleitung , wie das geht. BW | Hier wohnte Cäsar Oppenheimer Jg. 1849 deportiert 1940 Gurs tot 3.12.1940                                                         | 24. März 2009 |                           |
| Laura Eschelbacher | Schlossgasse 29 · | Bild gesucht Die Wikipedia wünscht sich an dieser Stelle ein Bild vom hier behandelten Ort. Falls du dabei helfen möchtest, erklärt die Anleitung , wie das geht. BW | Hier wohnte Laura Eschelbacher Jg. 1888 deportiert 1940 Gurs 1942 Auschwitz ermordet                                              | 24. März 2009 |                           |
| Julius Oppenheimer | Schlossgasse 39 · | Bild gesucht Der Benutzer GeorgDerReisende ( Diskussion ) wünscht sich an dieser Stelle ein Bild vom Ort mit diesen Koordinaten 49.589752 8.654813 . Motiv: Schlossgasse 39: der Stolperstein für Julius Oppenheimer, die Lage und das Haus Falls du dabei helfen möchtest, erklärt die Anleitung , wie das geht. BW                        | Hier wohnte Julius Oppenheimer Jg. 1889 deportiert 22.10.1940 Gurs ermordet 2.10.1942 in Auschwitz                                | 11. März 2008 |                           |
| Karl Pfälzer       | Schlossgasse 44 · | Bild gesucht Der Benutzer GeorgDerReisende ( Diskussion ) wünscht sich an dieser Stelle ein Bild vom Ort mit diesen Koordinaten 49.589353 8.652475 . Motiv: Schlossgasse 44: die Stolpersteine für Familie Pfälzer, die Lage und das Haus Falls du dabei helfen möchtest, erklärt die Anleitung , wie das geht. BW                          | Hier wohnte Karl Pfälzer Jg. 1895 Flucht 1935 Holland interniert Westerbork deportiert 1943 ermordet 1943 in Sobibor              | 24. März 2009 |                           |
| Irmgard Pfälzer    | Schlossgasse 44 · | Bild gesucht Die Wikipedia wünscht sich an dieser Stelle ein Bild vom hier behandelten Ort. Falls du dabei helfen möchtest, erklärt die Anleitung , wie das geht. BW | Hier wohnte Irmgard Pfälzer Jg. 1923 Flucht 1935 Holland interniert Westerbork deportiert 1942 ermordet 1942 in Auschwitz         | 24. März 2009 |                           |
| Beate Pfälzer      | Schlossgasse 44 · | Bild gesucht Die Wikipedia wünscht sich an dieser Stelle ein Bild vom hier behandelten Ort. Falls du dabei helfen möchtest, erklärt die Anleitung , wie das geht. BW | Hier wohnte Beate Pfälzer Jg. 1926 Flucht 1935 Holland interniert Westerbork deportiert 1944 ermordet 1944 in Auschwitz           | 24. März 2009 |                           |
| Helene Pfälzer     | Schlossgasse 44 · | Bild gesucht Die Wikipedia wünscht sich an dieser Stelle ein Bild vom hier behandelten Ort. Falls du dabei helfen möchtest, erklärt die Anleitung , wie das geht. BW | Hier wohnte Helene Pfälzer geb. Plaut Jg. 1896 Flucht 1935 Holland interniert Westerbork deportiert 1943 ermordet 1943 in Sobibor | 24. März 2009 |                           |